# Fundulus diaphanus
Fundulus diaphanus (em inglês, banded killifish), é um peixe de água doce de regiões temperadas da América do Norte, que pertence ao gênero Fundulus e à família Fundulidae. O área geográfica natural desta espécie vai da Terra Nova, no Canadá, até à Carolina do Sul (ao sul) e Minnesota (a oeste). Ele é encontrado na região dos Grandes Lagos da América do Norte. Ocasionalmente, o Fundulus diaphanus é também encontrado em águas salobras. Este peixe atinge um comprimento máximo de 10 a 13 centímetros.